# Ернест Клайн
Ернест Крісті Клайн (англ. Ernest Christy Cline) — американський письменник, сценарист та декламатор. Насамперед відомий як автор двох науково-фантастичних романів — «Першому гравцеві приготуватися» (2011) та «Армада» (2015); також став сценаристом фільму «Першому гравцю приготуватися» (2018), екранізації його однойменної книги.

## Біографія
Народився 29 березня 1972 року в Ешленді, Огайо, США. Син Фає Імоджін (Вільямс) та Ернеста Крісті Клайна. Має молодшого брата Ерика, який став майором Корпусу морської піхоти США та спеціалізується на знешкодженні вибухонебезпечних предметів. 2016 року одружився з Крістін О'Кіф Ептовіч, поетесою та письменницею у жанрі нехудожньої літератури. Зі своєю майбутньою дружиною зустрівся 1998 року на Національному слем-турнірі. Найулюбленіша відеогра письменника — платформер 1987 року під назвою «Black Tiger», який також введений у сюжет роману «Першому гравцеві приготуватися»

## Слем
У 1997—2001 роках брав участь в Остінському слем-турнірі (англ. Austin Poetry Slam), де двічі здобував перемогу (1998 та 2001). Також у складі остінських слем-команд взяв участь в Національному остінському слем-турнірі (англ. Austin National Poetry Slam) 1998 року та в Національному сіетловському слем-турнірі (англ. Seattle National Poetry Slam) 2001 року. Серед найвідоміших віршів Клайна: «Танцюйте, мавпочки, танцюйте» (англ. Dance, Monkeys, Dance), «Нердівське авторське порно» (англ. Nerd Porn Auteur) та «Коли я був дитиною» (англ. When I Was a Kid). Згодом на основі «Танцюйте, мавпочки, танцюйте» Ернест створив псевдонауковий діафільм, який став популярним вірусним відео та перекладався багатьма мовами.
2001 року Клайн самостійно видавав невеличку книжечку з власною поезією «Як важливо бути Ернестом» (англ. The Importance of Being Ernest) та CD-диск «Задрот хоче вийти» (англ. The Geek Wants Out), які можна було придбати на вебсайті письменника. Восени 2013 року видання Write Bloody Publishing перевидало «Як важливо бути Ернестом» (художник обкладинки — Гарі Масгрейв; ілюстратор — Лен Перальта).

## Сценарист
1996 року Клайн написав та розмістив у вільному доступі в Інтернеті сценарій-фанфік «Бакару Банзай проти світової злочинної ліги» (англ. Buckaroo Banzai Against the World Crime League), який слугував продовженням фільму «Пригоди Бакару Банзая: Через восьмий вимір» (англ. The Adventures of Buckaroo Banzai Across the 8th Dimension; 1984).
1998 року Клайн став автором сценарію «Фанати» (англ. Fanboys), який викликав місцеве зацікавлення в Остіні, зокрема кінокритик Гаррі Ноулз згадав про нього на своєму вебсайті «Чи не круті це новини?» (англ. Ain't It Cool News). Наприкінці 2005 року кінокомпанія «The Weinstein Company» викупила сценарій «Фанатів», а 2009 року світ побачив однойменний фільм, де головні ролі виконали: Сем Гантінгтон, Крісс Маркетт, Ден Фоглер, Джей Барушель та Крістен Белл.
Влітку 2008 року кінокомпанія «Lakeshore Entertainment» повідомила про свої плани екранізувати Клайновий сценарій «Сандеркейд», що розповідає про дорослого ігромана, який вирушає на найбільший у світі ігровий чемпіонат Сандеркейд, щоб повернути собі свою колишню славу, після того як один тінейджер побив його власний підлітковий рекорд.
Ба більше, Клайна найняли написати сценарії для екранізацій його ж романів — «Першому гравцю приготуватися» та «Армада». 2016 року він створив сценарій для одного з епізодів чотирнадцятого сезону вебсеріалу «Червоні проти Синіх» (англ. Red vs. Blue). Епізод під назвою «Містер Червоний проти містера Синього» став пародією на дебютний фільм Квентіна Тарантіно «Скажені пси».

## Письменник
У червні 2010 року Клайн продав свій перший науково-фантастичний роман — «Першому гравцеві приготуватися» — видавництву «Crown Publishing Group», а права на екранізацію роману отримала кінокомпанія «Warner Bros». Десять місяців потому світ побачив видання книги одночасно у твердій та м'якій палітурці, а Клайн у своєму блозі повідомив, що обидві обкладинки містять віртуальне великоднє яйце, яке містить посилання на серію ігор, що потрібно пройти та насамкінець встановити світовий рекорд. Головним призом змагання став спортивний автомобіль DeLorean 1981 року. 2012 року перемогу здобув учасник на ім'я Крег Квін.
Другий науково-фантастичний роман письменника — «Армада» — вийшов 14 липня 2015 року. 7 грудня 2015 року стало відомо, що Клайн продав права на екранізацію книги кінокомпанії «Universal Pictures» та отримав за неї семизначну суму. У серпні 2015 року з'явилася інформація, що письменник працює над своїм третім романом — «Другому гравцеві приготуватись».

## Українські переклади
- Клайн, Ернест (2017). Першому гравцеві приготуватися. Переклад з англ.: Зоряна Крижанович і Юрій Нікітюк. Київ: KM Books. 520 стор. ISBN 978-617-7498-96-3. {{cite book}}: стрип-маркер templatestyles в |інші= на позиції 12 (довідка)